# ИНМОС
Инструментальная мобильная операционная система, ИНМОС — операционная система, разработанная в 1983—1985 годах. Эта система является адаптацией ОС UNIX для советских вычислительных машин — изначально для семейства СМ ЭВМ, а затем (в 1987 году) для ПЭВМ Искра-1030.
В процессе адаптации необходимо было модифицировать машинно-зависимую часть и переработать всю систему, чтобы она поддерживала работу с русским языком.
СМ-4, для которой была сделана первая реализация ИНМОС, была не идентична ЭВМ PDP-11, в частности отличались некоторые внешние устройства.
Что касается русского языка, система UNIX в те годы работала с 7-битовой кодировкой текста и не поддерживала многоязычного режима работы.
Ядро и все команды требовали переработки для поддержки 8-битового кода. Кроме того, был сделан перевод всей документации на русский язык, начиная с составления терминологии.
В дальнейшем ИНМОС дополнялась как компонентами из разных версий UNIX, так и оригинальными разработками.
Работа началась в ИНЭУМ, но в 1983 года большая часть разработчиков перешла в созданный Институт проблем информатики. В ИНЭУМе оставалась группа Владаса Шяудкулиса,
в ИПИАНе работу вела лаборатория Михаила Белякова (отдел В. П. Сёмика), в которой были Юрий Рабовер, Игорь Куницкий, Александр Фридман, Артур Агаронян и другие.
ОС написана на языке Си, в ней разделены машинно-зависимая и машинно-независимые части, что упрощает перенос на другие аппаратные платформы (мобильность). ОС ИНМОС была насыщена различными инструментальными программами, позволяющими как писать и отлаживать программы, так и обрабатывать различные тексты, файлы различного содержания (инструментальность). Также ИНМОС содержит средства обучения структурному программированию.
Уникальность ИНМОС заключается в том, что она стала одной из первых ОС в СССР, которая относительно легко переносилась между различными отечественными ЭВМ, так в ИПИ РАН проводилась реализация ИНМОС на мини и микроЭВМ, совместимых с СМ-4
Были предприняты попытки принять ИНМОС в качестве стандарта, но в связи с общими преобразованиями в стране и наличием конкурирующих реализаций UNIX (ДЕМОС), они не увенчались успехом.